# Bostończycy
Bostończycy – amerykańsko-brytyjski melodramat z 1984 roku na podstawie powieści Henry’ego Jamesa.

## Obsada
- Christopher Reeve – Basil Ransome
- Vanessa Redgrave – Olive Chancellor
- Jessica Tandy – Pani Birdseye
- Madeleine Potter – Verena Tarrant
- Nancy Marchand – Pani Burrage
- Wesley Addy – dr Tarrant
- Barbara Bryne – pani Tarrant
- Linda Hunt – dr Prance

i inni

## Nagrody i nominacje
Oscary za rok 1984
- Najlepsze kostiumy – Jenny Beavan, John Bright (nominacja)
- Najlepsza aktorka – Vanessa Redgrave (nominacja)

Złote Globy 1984
- Najlepsza aktorka dramatyczna – Vanessa Redgrave (nominacja)